# Corticarina ovata
Corticarina ovata is een keversoort uit de familie schimmelkevers (Latridiidae). De wetenschappelijke naam van de soort werd in 1980 gepubliceerd door Wolfgang H. Rücker.